# 伊藤友見
伊藤 友見（いとう ともみ）は、NHK仙台放送局の契約キャスター。

## 人物
兵庫県伊丹市出身。同志社大学文化情報学部卒業。

## 嗜好・挿話
- 趣味はダンス（学生時代はLOCK、HIPHOPを習っていた[1]。手芸[1]。
- 大学時代、イベントのMCのアルバイトや読売テレビの下請け会社でカメラアシスタントをしていた[3]。

## 経歴
- 2014年4月から、NHK徳島放送局の契約キャスター。
- 2017年3月7日に、自身のブログにて、2017年度からNHK仙台放送局の契約が決まった旨を報告している。
- 2017年4月1日付で、NHK仙台放送局の契約キャスター[2]。
- 2017年4月3日の放送から、「てれまさむね」担当[2]。
- 2019年4月10日の放送から、「おはよう宮城」担当[2]

## 出演番組

### 徳島放送局時代

#### テレビ
- とく6徳島（司会、2014年4月 - 2017年3月17日）
  - 「友見が学ぶ　阿波女あきんど流儀」→「ニュースな阿波女」
- あわメロ（司会、2015年5月23日、2017年3月14日）
- 熱演!真夏の阿波おどり2015（司会、2015年8月13日-8月15日）
- Discover四国「徳島　阿波おどり2016～進化する熱狂の踊り～」（ナレーション、2016年8月26日）

### 仙台放送局時代
- てれまさむね（2017年4月3日 - 2019年3月）隔週
- おはよう宮城（2019年4月10日 - 2023年3月17日）基本は隔週だがイレギュラー